# ۱۸۷۹

## رویدادها
- اعلان جنگ شیلی به بولیوی و پرو

## زادروزها
- ۱۴ مارس - آلبرت اینشتین، فیزیکدان آلمانی، دارندهٔ جایزه نوبل (۱۹۵۵)
- ۱ ژانویه – ادوارد مورگان فورستر، نویسنده بریتانیایی (د. ۱۹۷۰)
- ۲۰ ژانویه – راس سنت دنیس، طراح رقص، هنرمند، و رقاص آمریکایی (د. ۱۹۶۸)
- ۲۸ ژانویه – فرانسیس پیکابیا، نویسنده و نقاش فرانسوی (د. ۱۹۵۳)
- ۸ مارس – اتو هان، شیمی‌دان آلمانی (د. ۱۹۶۸)
- ۹ آوریل – توماس میگن، بازیگر آمریکایی (د. ۱۹۳۶)
- ۲۶ آوریل – اون ویلانز ریچاردسون، فیزیک‌دان بریتانیایی (د. ۱۹۵۹)
- ۱ ژوئیه – لئون ژوهو، سیاست‌مدار فرانسوی (د. ۱۹۵۴)
- ۵ ژوئیه – واندا لاندوسکا، پیانیست لهستانی (د. ۱۹۵۹)
- ۸ اوت – امیلیانو ساپاتا، سیاست‌مدار مکزیکی (د. ۱۹۱۹)
- ۱۵ اوت – اتل باریمور، بازیگر آمریکایی (د. ۱۹۵۹)
- ۲۸ اوت – سیدنی ایرز، فیلمنامه‌نویس، بازیگر، و کارگردان آمریکایی (د. ۱۹۱۶)
- ۲۰ سپتامبر – ویکتور شوستروم، فیلمنامه‌نویس، بازیگر، و کارگردان سوئدی (د. ۱۹۶۰)
- ۲ اکتبر – والاس استیونز، شاعر آمریکایی (د. ۱۹۵۵)
- ۹ اکتبر – ماکس فون لائو، فیزیک‌دان آلمانی (د. ۱۹۶۰)
- ۲۹ اکتبر – فرانتس فون پاپن، سیاست‌مدار و دیپلمات آلمانی (د. ۱۹۶۹)
- ۴ نوامبر – ویل راجرز، بازیگر آمریکایی (د. ۱۹۳۵)
- ۷ نوامبر – لئون تروتسکی، سیاست‌مدار و دیپلمات روسی (د. ۱۹۴۰)

## درگذشت‌ها
- ۵ نوامبر – جیمز کلرک ماکسول، فیزیک‌دان، ریاضی‌دان، و مهندس بریتانیایی (ز. ۱۸۳۱)